# Residente

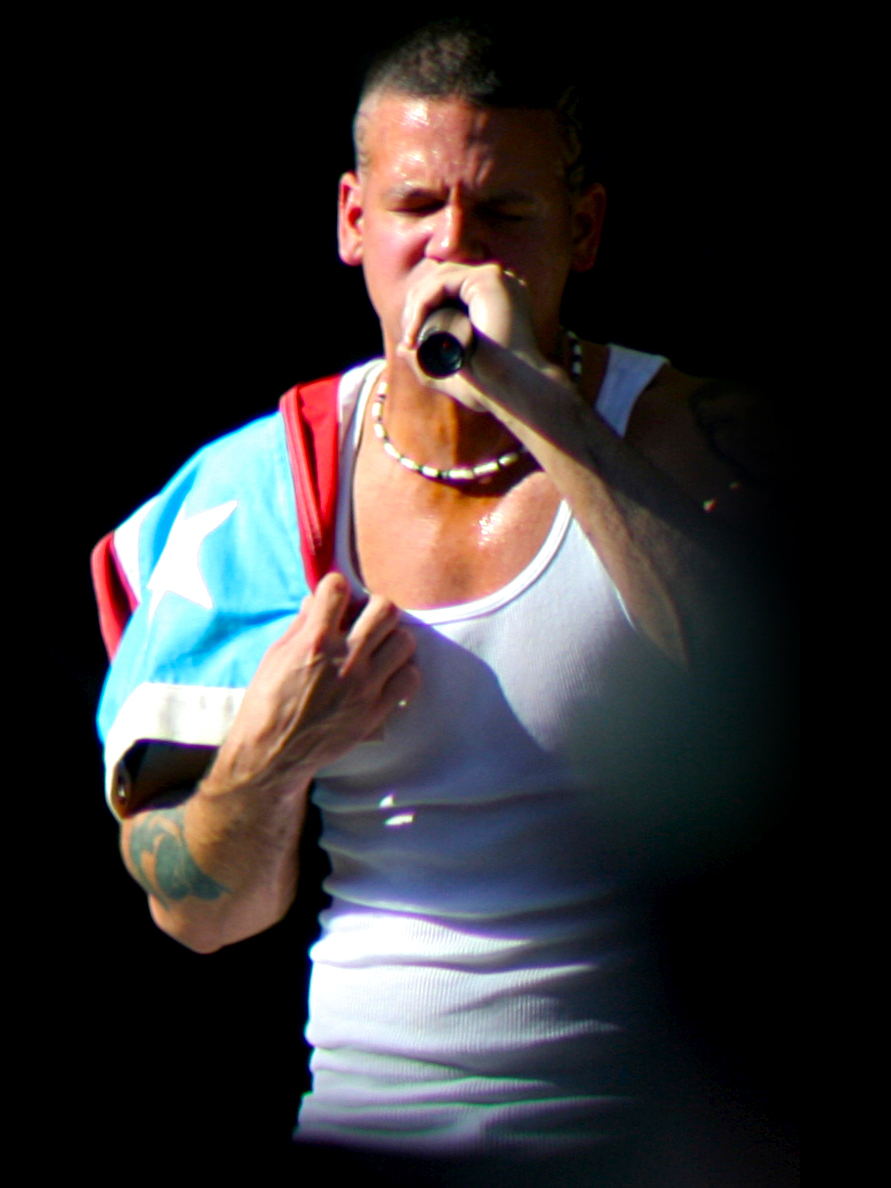

Residente eller René Pérez Joglar, född den 23 februari 1978 i Hato Rey, Puerto Rico, är sångaren i det flerfaldigt belönade puertoricansk hip hop- och alternativ reggaeton-gruppen Calle 13 där Joglar sjunger tillsammans med sin styvbror Eduardo José Cabra Martínez. Gruppen har vunnit Latin Grammy Award tio gånger och Grammy Award två gånger.